# Bostalsee

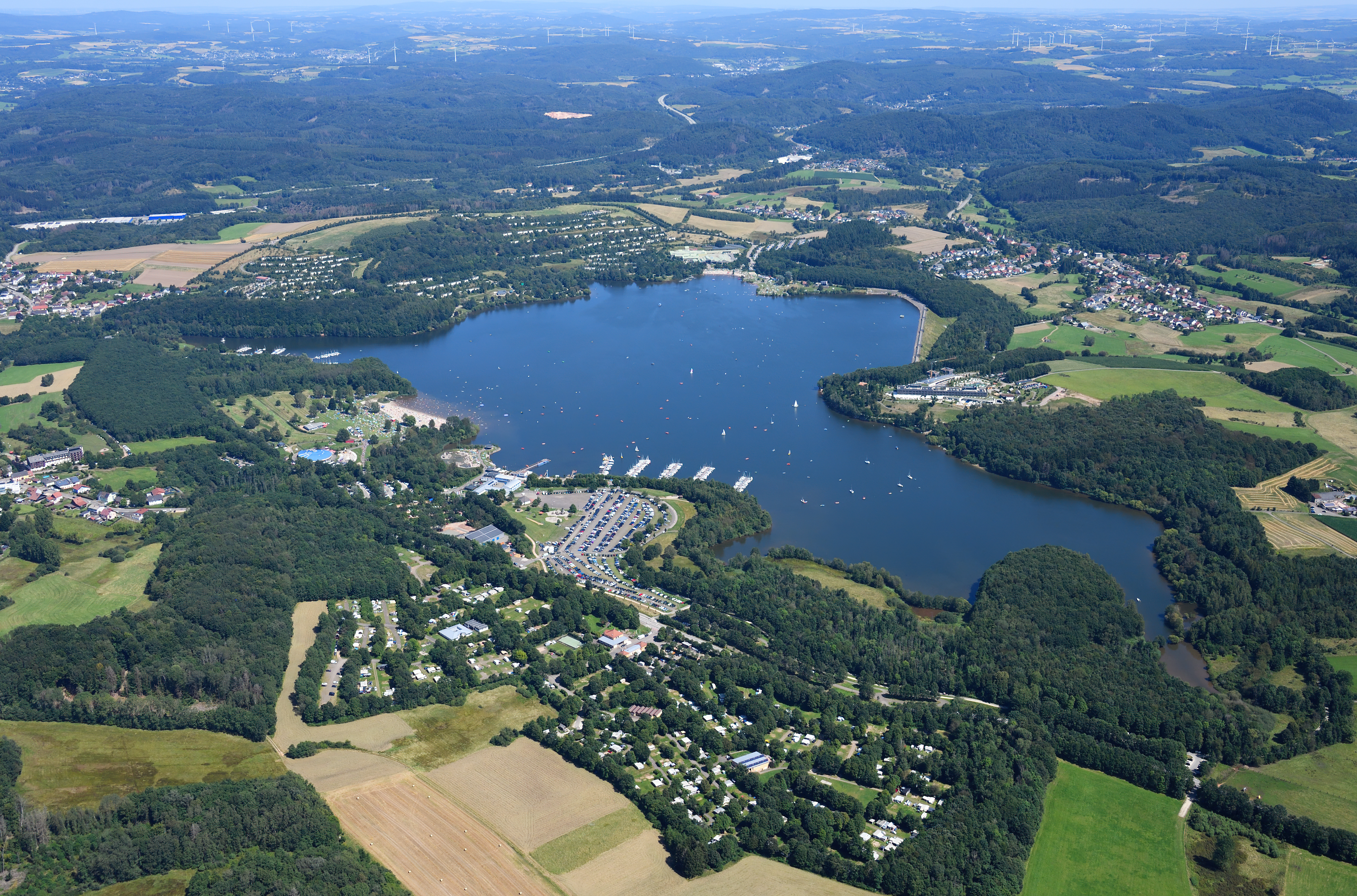
Luchtfoto van de Bostalsee (2024)

De Bostalsee is een stuwmeer in de Duitse gemeente Nohfelden in het noorden van Saarland. Het meer werd in 1979 aangelegd en de stuwdam heeft een lengte van 500 meter. Sinds 2013 wordt hier op kleine schaal energie opgewekt. Het zuidwestelijke deel van het stuwmeer met aangrenzende bossen is aangewezen als natuurgebied en maakt deel uit van Nationaal Park Hunsrück-Hochwald. Op het meer wordt aan verschillende vormen van watersport gedaan en om het meer zijn meerdere campings, recreatiewoningen en recreatiepark Bostalsee waar tevens een strandje ligt aan het meer.